# Историја округа Србије
Историја округа Србије обухвата историјски развој окружног нивоа власти у Србији, од увођења округа као административно-територијалних јединица у првој половини 19. века, до савременог доба.

## Окрузи у Кнежевини Србији
Читава територија Кнежевине Србије је 1834. године одлуком скупштине била подељена на 5 сердарстава и 19 окружја, чиме су укинути сви облици административних подела који су имали своје порекло у Османском царству.
Новим одлукама Народне скупштине донетим 1836. године, које је прихватио и устав Османског царства из 1838. године, Кнежевина Србија се дели на 17 округа.

## Окрузи Војводства Србије и Тамишког Баната
Аустријска крунска област Војводство Србија и Тамишки Банат је такође била подељена на округе, што се разликовало од дотадашње административне поделе на жупаније у аустријској Угарској и аустријској Хрватској.
Војводство је првобитно између 1849. и 1850. било подељено на три округа (Бачко-торонталски, Темишварско-крашовски и Сремски), а потом између 1850. и 1860. на пет округа (Новосадски, Сомборски, Бечкеречки, Темишварски и Лугошки).
- Окрузи Војводства Србије и Тамишког Баната, 1849-1850.
- Окрузи Војводства Србије и Тамишког Баната, 1850-1860.

## Окрузи у Краљевини Србији
Законом о административној подели земље 1890. године Краљевина Србија била је подељена на 15 округа. Након административно-управних промена, Краљевина Србија је за време пописа 1910. године имала 17 округа.
Предлогом закона од 24. августа 1913. новоослобођени јужни део Краљевине (тзв. Стара Србија) је требало да буде подељен на 12 округа и 45 срезова. Закон није усвојен до краја Првог светског рата, већ је ступио на снагу тек регентовим указом 1919. године.

## Окрузи у Краљевини СХС/Југосавији
Уласком Србије у састав Краљевини Срба, Хрвата и Словенаца, окрузи су наставили да постоје у дотадашњем облику, све до 1922. године, када је целокупно државно подручје подељено на области, које су се делиле на срезове. Међутим, окружни ниво управе није у потпуности укинут, пошто је законским решењима из 1922. године било прописано да ће новоустановљене обласне управе остваривати надзор над радом среских власти преко окружних начелника, који су били помоћници поглавара области - великог жупана. Тиме је окружни ниво управе трансформисан у испоставу обласне власти, а дотадашња окружна надлештва су заједно са својим чиновништвом интегрисана у структуре обласних управа, док су окружним начелницима, као надзорним органима, остављени само основни службеници. Број окружних начелника био је различит од области до области, у зависности од величине њихових територија, а такође је према локалним приликама био различит и број срезова над којима су окружни начелници вршили надзор. Као и великог жупана, окружне начелнике је такође постављао краљ (чланови 15-17. Закона о општој управи из 1922. године).
Укидањем области и оснивањем бановина (1929), дотадашња окружна начелства су трансформисана у окружне инспекторате, који су такође имали првенствено надзорну функцију над радом среских управа. Пошто су бановине биле знатно веће од укинутих области, новоустановљени окружни инспекторати су по свом територијалном опсегу били знатно већи од дотадашњих окружних начелстава у укинутим областима.

## Окрузи у окупираној Србији
Током Други светски рат у Југославији, у окупраној Србији су крајем 1941. године формирани окрузи, који су заменили дотадашњу поделу на бановине. Србија је тада подељена на 14 округа, укључујући и Округ Велики Бечкерек, који је имао аутономан статус.

## Окрузи у Републици Србији
Након ослобођења Србије у јесен 1944. године, нове власти су задржале поделу на округе. Према законским решењима из 1945. године, централна Србија се састојала од следећих округа: Београдског (Београд), Ваљевског (Ваљево), Врањског (Врање), Крагујевачког (Крагујевац), Крушевачког (Крушевац), Лесковачког (Лесковац), Моравског (Јагодина), Новопазарског (Нови Пазар), Нишког (Ниш), Пиротског (Пирот), Подринског (Шабац), Пожаревачког (Пожаревац), Тимочког (Зајечар), Топличког (Прокупље), Ужичког (Ужице) и Чачанског (Чачак).
У исто време, АП Војводина се састојала из следећих округа: Новосадског (Нови Сад), Панчевачког (Панчево), Петровградоког (Петровград), Сомборског (Сомбор), Сремског (Сремска Митровица) и Суботичког (Суботица), док на подручју Аутономне косовско-метохијске области нису постојали окрузи.
Окружни ниво власти укинут је 1947. године.
Уредбом Владе Републике Србије, од 29. јануара 1992. године, одређени су послови државне управе које министарства обављају изван својих седишта у окрузима као подручним средиштима државне власти. У Републици Србији данас постоји 29 округа, не рачунајући подручје Града Београда.